# アレハンドロ・レジョン・フーチン
 アレハンドロ・レジョン・フーチン（Alejandro Rejon Huchin、1997年 - ）は、メキシコの作家、ジャーナリスト。
メリダで開催された2016年のインターフェース文化祭のフェローや、ユカタン州テコ国際詩祭のディレクターなどもつとめた。
彼のテキストのいくつかはアラビア語、イタリア語、ルーマニア語に翻訳されている。

## 人物
文芸雑誌マルカピエル（Marcapiel）のディレクター。2016年にInterfazdeMéridaCulturalFestivalから奨学金を授与された。彼はさまざまな国内および国際的な雑誌やアンソロジーに掲載し、さまざまな文学イベントに参加した。2017年に彼は文化管理を始め、国際詩集Naufragio en Marcapielを作成および監督し、2019年3月に第1回国際文学会議を指揮した。教育、両方のイベントはユカタンの国際読書フェアで開催された。同じ年の9月に、彼はメキシコ、アルゼンチン、コロンビア、米国、キューバ、グアテマラの詩人が参加したユカタンのテコーでの国際詩祭の作成者およびプロモーターを務めた 。彼は、La Verdad、La Revista Peninsular、NovedadesCampecheなどのさまざまなメディアに寄稿してきた。チリ、アルゼンチン、米国、スペインで出版された4冊の詩集の著者であり、メキシコの週刊誌LaRevistaPeninsularのコラムニストで 、彼は彼の文化的および文学的な仕事のために様々な賞を受賞している。

## 作品
彼の詩的な作品は、メキシコの雑誌掲載のほかコロンビア、スペイン、イタリア、ポルトガル、アルゼンチン、グアテマラでアンソロジーの多くが出版されている。

### 出版された本
- Transcurso de un retrato Cortado, Buenos Aires, Argentina, Buenos Aires Poetry, 2019.[14]
- El agua rota de los sueños, Miami, Primigenios, 2020.[15]
- Relámpago de sed, Santiago, Chile, Andesgraund, 2020.[16]
- Fragmentos de Sueño, Villaviciosa, España, Camelot ediciones, 2021.[17]

### 雑誌での出版物
- Poem  "Bifurcation of matter"  in  Flight Bitácora , September 2015.
- Poem  "Volatile Lake"  in  Endless , no. 14, November–December, Mexico, 2015.
- Poem  "Entities that light up" , in  Sinfín , no. 19, September–October, Mexico, 2016.
- Anthology  "Wilberth Alejandro Rejón Huchin" , in  TriploV de Artes, Religiones y Ciencias , no. 60, September–October, Portugal, 2016.
- Anthology  "Fog of sun"  in  Rick , no. 87, July–August, Spain, 2016.
- Anthology  "Current Mexican Poetry: Alejandro Rejón"  in  Círculo de Poesía , September 6, 2016, Mexico.
- Anthology  "Poema de Wilberth Alejandro Rejón Huchin"  in  Revista Literaria Monolito , November 21, 2016.
- Anthology  "Alejandro Rejon Huchin"  in  La Raíz Invertida: Latin American Poetry Magazine , January 20, 2017, Colombia.
- Anthology  "Caltrops and rhymes: Alejandro Rejón Huchin"  in  La Máscarada , January 23, 2017, Mexico City, Mexico.
- Anthology  "Poems of Alejandro Rejón"  in  Ómnibus , no. 54, March 2017, Spain.
- Anthology  "Alejandro Rejón Huchín.Poesías"  in  Soma: Arte y cultura. , September 28, 2017, Mexico.
- Anthology  "Poems of Alejandro Rejón Huchín"  in  Letralia , August 9, 2017, Venezuela.
- Anthology  "Three poems"  in  Magazine  Levadura Magazine , October 20, 2017, Mexico.
- Anthology  "Alejandro Rejón Huchin – Due Inediti (Traduzione di Antonio Nazzaro)"  in  Alterier , April 20, 2018, Italy.
- Anthology  "Rainy afternoon in Toluca de Lerdo"  in  Buenos Aires Poetry , July 13, 2019, Argentina.[18]

#### アンソロジーへの参加
- "First poetic anthology: Nomadic Poetry" ,  nomadic  editions, Argentina 2016.[19]
- "Poetas Allende de los mares" , Spain, 2018.[19]
- "Poets in the cosmovitral" , Town hall of Toluca, México 2018.[20]
- "Memory of 15 Quetzaltenango International Poetry Festival" , Metáfora editions, Guatemala, 2019.[19]
- "Fragua de preces" , Abra cultural, Spain, 2020.[19]

## 参加
XXII国際詩祭ハバナ、キューバ、2018年。 

## 国際的な賞
- 文化芸術の国際メダル Kermit Garrido González.[21]
- 国際詩賞 Harold Von Ior.[22][23]
- 芸術的、文学的、文化的コミュニティの利益のための国際プロジェクトの創設におけるその活動に対して、トラスカラの教育訓練研究所、2020年 [24] [25]